# Autoestereoscòpia

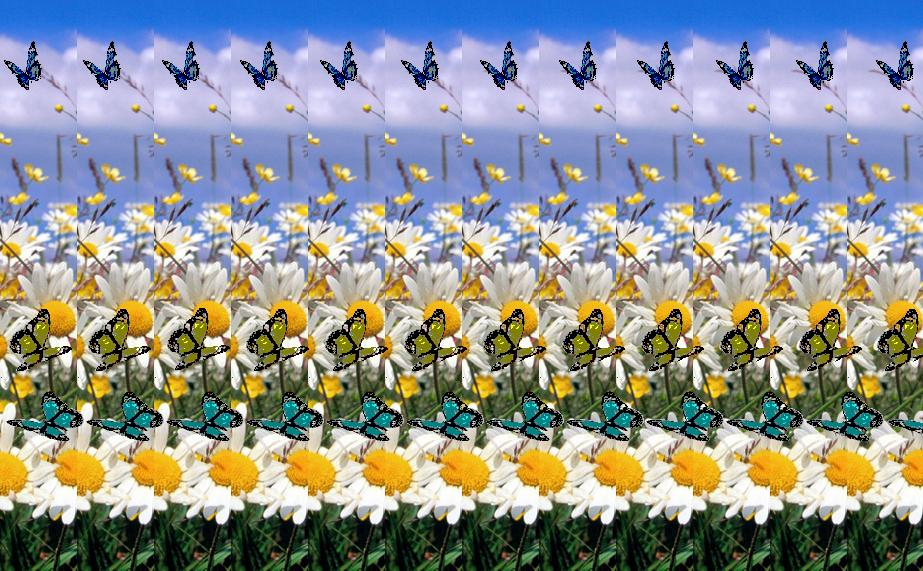
En aquest exemple, les papallones celestes de la fila inferior, estan en un pla més proper que les de la fila mitjana de color mostassa i dues files en un pla superior respecte al fons de flors. Les papallones celestes de la fila superior es troben en diferents plans per sobre el fons de núvols

L'autoestereoscòpia és un mètode per reproduir imatges tridimensionals que puguin ser visualitzades sense que l'usuari hagi d'utilitzar cap dispositiu especial (com ulleres o cascos especials) ni necessiti condicions especials de llum. Per això també se l'anomena generalment 3D sense ulleres.

## Característiques

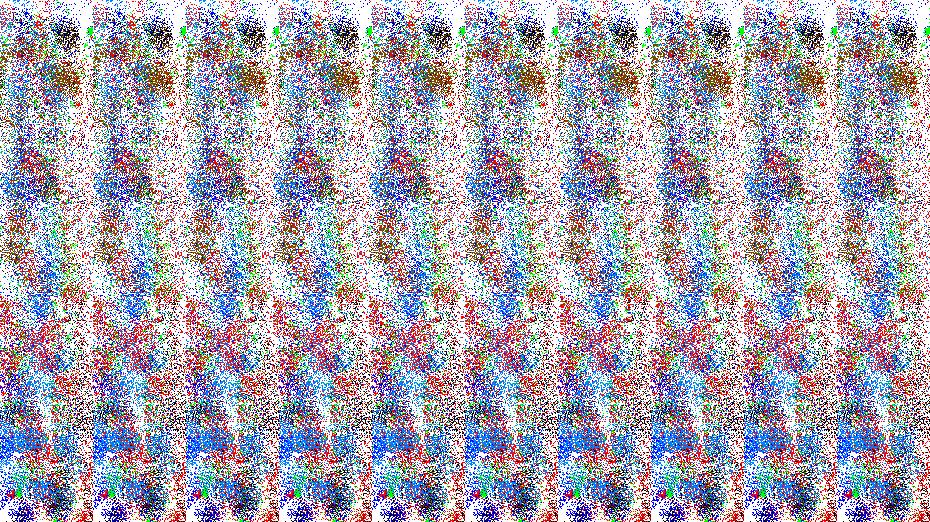
En aquesta imatge es pot percebre, un cop focalitzada, una obertura al centre del pla en forma de finestra, amb porticons als costats, que deixa veure una superfície plana de fons, paral·lela a la "paret" de la finestra.

Gràcies a aquest mètode, l'observador pot apreciar profunditat encara que la imatge està produïda per un dispositiu pla. La visió estereoscòpica consisteix en l'observació, per part dels dos ulls de dues imatges que difereixen lleument i que representen una mateixa realitat. Aquesta petita diferència, similar a la que perceben els ulls humans quan miren el món que els envolta, és la que permet al cervell calcular la profunditat. L'aplicació d'aquest principi consisteix a poder dotar al suport que emeti les imatges, la capacitat d'enviar cadascuna d'aquestes imatges a un ull diferent. D'aquesta manera el cervell construirà la imatge 3D de l'objecte o de l'escena que estem representant.
Els suports per poder mostrar una imatge autoesteroscòpica inclouen el paper, la pel·lícula, el vídeo, i sistemes informàtics. Els dispositius autoesteroscòpics són atractius perquè ofereixen la major aproximació al món real que ens envolta, sense necessitat d'haver d'utilitzar aparells externs.
La visió binocular humana es basa en senyals de profunditat fisiològiques i psicològiques per interpretar la informació tridimensional d'una escena rebuda en la superfície 2D de l'ull o retina. 	
Físic
Els senyals fisiològiques de la profunditat es basen en l'estructura física dels ulls i inclouen l'acomodació o el canvi de la forma de la lent, la convergència de les dues perspectives diferents de cadascun dels ulls i la disparitat de la retina a causa de la posició diferent de cada ull. Els éssers humans tenen dos ulls per donar suport a la interpretació tridimensional de les escenes físiques basades en aquests senyals fisiològiques de la profunditat. Aquests senyals, particularment la convergència i la disparitat retinal, poden ser estimulades per les imatges presentades als ulls si les imatges són de perspectives lleument diferents de la mateixa escena i es presenten independentment i simultàniament als dos ulls.
Psicològic
Els senyals psicològiques de la profunditat s'utilitzen per explicar la profunditat en fotos i pintures i per incloure grandària relativa, perspectiva lineal, l'alçada dels objectes sobre la línia de la vista, l'ombra, el brillantor relatiu, el color i l'atenuació atmosfèrica. Molts d'aquests senyals es poden combinar amb els senyals fisiològiques per realçar l'efecte tridimensional. Aquests senyals s'utilitzen extensament per a representacions del terreny.

## mètodes

### Barreres de paral·laxi
Els mètodes de la barrera de paral·laxi ja s'utilitzaven des de principis del Segle XX. L'estereograma de paral·laxiconsisteix en una reixeta vertical fina posada davant d'una imatge especialment dissenyada. La reixeta es fa normalment d'un material opac amb fractures verticals transparents i fines amb un espaiament regular. Cada raja transparent actua com a finestra a un tros vertical de la imatge posada darrere d'ella. El tros que veiem depèn de la posició de l'ull.

La imatge de l'estereograma de paral·laxi està feta interpolant les columnes a partir de dues imatges. Aquesta imatge i la reixeta vertical estan alineades de manera que l'ull esquerre pugui veure solament les tires de la imatge per a l'ull esquerre i l'ull dret pugui veure solament les tires de la imatge per a l'ull dret.
Però els estereogrames de paral·laxi solen utilitzar un nombre més gran d'imatges, no només un parell. Aquestes poden ser imatges arbitràries o imatges ordenades en una seqüència de temps (en aquest cas s'inclina l'estereograma perquè de la impressió del moviment). La imatge que està darrere de la barrera està formada per tires de cada subimatge, posades una al costat d'una altra.
L'espectador pot moure el seu cap de costat a costat i veure diversos aspectes de l'escena 3D, excepte en una certa posició on els ulls veuen els parells incorrectes. Això passa en la transició d'una tira de la imatge més a l'esquerra a una tira de la imatge més a la dreta.
Aquest efecte és reduït al mínim usant una gran quantitat de subimatges amb un angle molt petit entre elles o mantenint una profunditat petita de la visió. Desafortunadament el nombre d'imatges està definit per la resolució de pantalla i de la barrera.

### Full lenticular
En comptes d'utilitzar una barrera, pot utilitzar-se una fulla lenticular, la qual és un full de lents fines i llargues. Aquest full lenticular conté una sèrie de lents cilíndriques modelades en un substrat plàstic. Es dissenya la imatge posterior per enfocar la línia de la vista de cada ull sobre diverses tires i es forma essencialment de la mateixa manera que per a un estereograma de paral·laxi.
La clau per a la creació encertada de les imatges autoestereoscòpiques basades sobre aquestes lents és la qualitat i la uniformitat de la lent. A diferència que amb el mètode de barrera, la superfície sencera de la lent irradia llum, de manera que no hi ha zones opaques.

## Creació d'imatges autoestereoscòpiques

### A partir de 2D
El cas general per crear imatges autoestereoscòpiques des imatges 2D, s'interpolen N imatges per formar un compost que sigui N vegades més ample que les imatges individuals. S'assumeix que les N subimatges són totes de la mateixa mida i estan col·locades correctament. La imatge final s'estira verticalment per formar una imatge que tingui les mateixes proporcions que les subimatges, però N vegades més llarga.

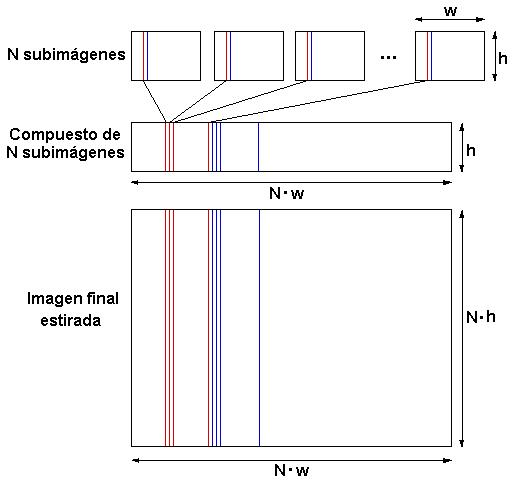
Composició 2D per imatge autoestereoscòpica per a les N subimatges que s'interpolen.

### A partir de 3D
La creació de les N subimatges d'un model computat 3D només requereix la col·locació exacta de la càmera amb la qual es prenen aquestes imatges i el seu frustum.
Hi ha dues maneres de fer-ho; rotacional i sobre eixos paral·lels.